# 真壁幸紀
真壁 幸紀（まかべ ゆきのり、1984年 5月14日生まれ- ）は、日本の映画監督、脚本家、演出家。株式会社ROBOT所属。

## 略歴
2007年、株式会社ROBOT入社。
『踊る大捜査線』、『ALWAYS 三丁目の夕日』などの作品で監督助手を務めた後、ディレクターデビュー。
2012年に『THE SUN AND THE MOON』が、Louis Vuittonが主催する国際的映画コンテストJourneys Awardsで審査員グランプリを受賞。
審査員長である『君の名前で僕を呼んで』のルカ・グァダニーノ監督が本作を賞賛してのグランプリとなった。
2015年『ボクは坊さん。』で、長編映画監督デビュー。
2017年、第44回カンヌ国際映画祭で主演女優賞を受賞したフランス人女優、イレーヌ・ジャコブを主演に迎えたショートフィルム『HOME AWAY FROM HOME』を発表。
2021年『すくってごらん』を公開。新たな音楽映画として、ファンタジア国際映画祭、グラスゴー映画祭、など世界各国の映画祭で上映し、米国ライトハウス国際映画祭では、オーディエンスアワードを受賞した。

2023年TVドラマ『CODE-願いの代償-』は、台湾原作を企画し、プロデュース。

## 作品

### 長編映画
- すくってごらん（2021年）[6]
- ラスト・ホールド!（2018年）[7]
- ボクは坊さん。（2015年） ※長編映画デビュー作 [2]

### ドラマ
- CODE-願いの代償-（2023年 読売テレビ） - プロデューサー
- 電影少女〜VIDEO GIRL MAI 2019〜（2019年 テレビ東京） - 監督
- 電影少女〜VIDEO GIRL AI 2018〜（2018年 テレビ東京） - 監督・脚本
- 踊る大空港、(略) (2016年 BS-TBS）-監督
- カノジョは嘘を愛しすぎてる　サイドストーリー　～ボクとカノジョが出会う前の物語～（2013年 フジテレビ）-監督
- スープカレー（安田顕篇）（2012年 TBS） - 監督・脚本

### ショートフィルム
- HOME AWAY FROM HOME（2017年）-監督・脚本
- Blue(2015年)-監督・脚本
- 時ノカケラ(2014年)-監督・脚本 [8]
- Starry Night（2013年）-監督・脚本[9]
- TOKYO SKY STORY（2013年） - 監督・脚本[10]
- THE SUN AND THE MOON（2012年） - 監督・脚本
- 揺れに揺られて揺られてゆらり（2011年） - 監督・脚本

### Music Video
- 乃木坂46「強がる蕾」（2016年）- 監督
- FUNKY MONKEY BABYS「それでも信じてる」（2011年）- 監督・脚本

### 舞台
- マティーニ! 〜ただ今、撮影5時間押し〜（2013年 2月6日-11日　シアター1010）-作・演出[11]